# Mitsubishi 500
Mitsubishi 500 — первый легковой автомобиль японского автопроизводителя Mitsubishi Motors. Выпускался в 1960—1962 годах и лёг в основу следующей модели компании — Mitsubishi Colt 600 выпускавшейся до 1965 года.

## История
Модель является первой оригинальной и третьей из всех легковых моделей автомобилей компании Mitsubishi: до этого компания только собирала в 1915 году методом крупноузловой сборки итальянский лимузин Fiat Zero, и в 1951—1954 годах по лицензии выпускала американский седан Henry J. Хотя к условно легковым можно отнести и собираемый с 1952 года по лицензии джип Willys под названием Mitsubishi Jeep.
Автомобиль соответствовал национальной концепции автомобиля, предложенной Министерством международной торговли и промышленности в 1955 году, и был практичной моделью с заднемоторной компоновкой.
Автомобиль имел двухцилиндровый двигатель объёмом 493 куб. см. мощностью в 21 л. с. с трехступенчатой механической коробкой передач. Кузов был достаточно лёгкий, чтобы развивать скорость до 100 км/ч с таким маленьким двигателем (формально максимальная скорость указывалась в 90 км/ч). В августе 1961 года появилась версия с двигателем объемом в 594 куб. см. мощностью в 25 л. с. — получившая название Mitsubishi 500 Super DeLuxe.
Модель впервые была показана на Токийском автосалоне в 1959 году, и в апреле 1960 года поступил в продажу по цене 390 000 йен. Однако, модель не сыскала популярности и уже через год была заменена преемником — Colt 600, в которой использовалась большая часть конструкции модели 500, включая двигатель и компоновку.

## Автоспорт
Хотя компания Mitsubishi ныне известна своими спортивными достижениями благодаря успехам во внедорожных ралли-рейдах джипа Mitsubishi Pajero и участию в гонках WRC седана Mitsubishi Lancer Evolution, но первым автомобилем компании со «специальной омологацией» был именно Mitsubishi 500 подготовленный для Гран-при Макао 1962 года. В той гонке состоялся дебют гонщика Кадзуо Тогава, который на Mitsubishi 500 занял первые четыре места в категории «до 750 куб. см.».